# 顾非熊
顧非熊（？—約854年），蘇州海鹽縣恆山（今在浙江省海寧市境內）人，唐代官員、詩人。

## 生平
顧況之子。顧況七十歲生顧非熊，可謂老來得子。非熊性格詼諧好辯，為眾所怒，受排挤，因此困於考場三十年。会昌五年（845年）谏议大夫陈商選士，非熊終於進士及第，累官佐使府。大中年间，擔任盱眙（今安徽盱眙）縣尉，由於“不樂奉迎，更厭鞭撻”，終於棄官隐居茅山。其後事蹟失考，約卒於大中八年（854年）。有诗集一卷。